# François Cornelis van Aerssen van Sommelsdijck
François Cornelis van Aerssen (7 augustus 1725 – 26 december 1793), heer van Sommelsdijck, Ooltjesplaat, Bommel en Craaijenstein, was de zoon van François van Aerssen. Hij was van 1744 tot 1770 directeur van de Sociëteit van Suriname, en bewindhebber van de VOC-Kamer te Rotterdam en de West-Indische Compagnie; kapitein ter Zee en kolonel van de gardes, schout-bij-nacht van Holland en West-Friesland; drost van Gorinchem, lid van de ridderschap en edelen van Holland en West-Friesland en generaal-majoor en commandant van een regiment infanterie.
In 1740 stierf zijn vader; rond 27 juni 1741 was de erfenis geregeld en werd hij heer van Sommelsdijck. In 1742 correspondeerde de tweede man in Suriname, Philippe Le Chambrier, later de stiefvader van Pierre-Alexandre DuPeyrou achter de rug van gouverneur Jan Jacob Mauricius met de erfgenamen van François van Aerssen en de directeuren van de Sociëteit van Suriname over de bouw van fort Nieuw-Amsterdam.
Door de planters werd jaarlijks voor 4 miljoen gulden aan koffie, suiker, cacao en katoen geëxporteerd. Elk jaar voeren dertig schepen naar Suriname.
In 1770 verkocht hij voor 700.000 gulden zijn aandeel in de Sociëteit aan de stad Amsterdam. De WIC eiste 1/6 van het belang op van de familie Van Aerssen, maar daar is door directeuren niet op ingegaan.
In 1772 werd hij benoemd tot kolonel in het Staatse leger. In 1784 was hij aanspreekpunt in de Raad van State.

## Huwelijk en kinderen
François Cornelis trouwde op 8 november 1761 in de Waalse Kerk in Den Haag met Everdina Petronella gravin van Hogendorp (Vlissingen, 1 november 1730 - Den Haag, 9 december 1794) de dochter van mr. Johan François graaf van Hogendorp, baron van St. Jansteen, vrijheer van Hofwegen en heer van Steenhuyzen (1700-1779) en Johanna Maria de la Palma de St. Fuentes (Vlissingen, 8 juli 1700 - Vlissingen, 4 mei 1736)
- François Jean van Aerssen (Den Haag, 17 augustus 1764 - Den Haag, 22 augustus 1784) ongehuwd overleden.

- Biografisch Portaal: 62128847